# Michif
Michif (cũng gọi là Mitchif, Mechif, Michif-Cree, Métif, Métchif, Cree-Pháp) là một ngôn ngữ của người Métis ở Canada và Hoa Kỳ, những người là hậu duệ của phụ nữ First Nations (chủ yếu người Cree, người Nakota và người Ojibwe) và những nhà buôn lông thú gốc Âu (chủ yếu là người Pháp và người Scotland). Hiện nay, Michif được nói rải rác trong các cộng đồng Métis tại các tỉnh Saskatchewan và Manitoba (Canada), bang Bắc Dakota (Hoa Kỳ, nhất là khu dành riêng cho người Anh Điêng núi Turtle,), cùng khoảng 50 người ở Alberta (tất cả đều trên 60 tuổi). Cũng có một số người nói ở các Lãnh thổ Tây Bắc, Canada. Michif xuất hiện vào đầu thế kỷ 19 như một ngôn ngữ hỗn hợp (không nên nhầm với creole), và dần ổn định trong khoảng từ năm 1820 và 1840.
Michif kết hợp tiếng Cree và tiếng Pháp Métis (Rhodes 1977, Bakker 1997:85), một dạng tiếng Pháp Canada, với một vài từ vựng thêm vào từ tiếng Anh, tiếng Ojibwe và tiếng Assiniboine. Nói chung, ngữ âm, từ vựng, hình thái, và cú pháp danh từ xuất phát từ tiếng Pháp Métis, còn ngữ âm, từ vựng, hình thái, và cú pháp động từ bắt nguồn từ một dạng tiếng Cree đồng bằng (một phương ngữ miền tây của tiếng Cree). Mạo từ và tính từ cũng gốc Pháp và đại từ chỉ định lại gốc Cree.
Michif nhận được sự chú ý của các học giả vào năm 1976 ngờ John Crawford tại đại học Bắc Dakota. Đa số những nghiên cứu sau đó về Michif cũng nhờ đại học Bắc Dakota, gồm bốn nghiên cứu nữa của Crawford, cộng các nghiên cứu của Evans, Rhodes, và Weaver.
Michif khác biệt với đa phần ngôn ngữ hỗn hợp ở chỗ thay vì ngữ pháp được đơn giản hóa, thì nó lại mang những điểm phức tạp của các ngôn ngữ mẹ. Danh từ gốc pháp giữ giống ngữ pháp và sự hợp tính từ; động từ gốc Cree duy trì đa phần cấu trúc hỗn nhập. Điều này có thể là do thay vì "nghe sao nói vậy", những người giúp tạo ra Michif đã thông thạo cả tiếng Pháp và tiếng Cree.
Số người nói là dưới 1.000; con số này cao gấp hai hay ba lần so với vào cuối thế kỷ 19.

## Ngữ âm
Âm vị học Michif là sự hết hợp của hai hệ thống âm vị: một gốc Pháp, một gốc Cree (Rhodes 1977, 1986). Ví dụ, /y/, /l/, /r/ và /f/ chỉ có trong các từ gốc pháp, trong các âm tắc tiền bật hơi như /ʰt/ và /ʰk/ chỉ có trong các từ gốc Cree. Có một số ảnh hưởng tiếng Cree trong việc nhấn âm các từ tiếng Pháp (Rosen 2006).

### Phụ âm
|         | Môi    | Môi-răng | Chân răng | Vòm-chân răng | Ngạc mềm | Thanh hầu |
| ------- | ------ | -------- | --------- | ------------- | -------- | --------- |
| Tắc     | ʰp p b |          | ʰt t d    |               | ʰk k g   |           |
| Tắc xát |        |          |           | ʰtʃ tʃ dʒ     |          |           |
| Xát     |        | f v      | s z       | ʃ ʒ           |          | h         |
| Mũi     | m      |          | n         |               |          |           |
| Lỏng    |        |          | r l       |               |          |           |
| Lướt    | w      |          |           | j             |          |           |

### Nguyên âm
Michif có mười một nguyên âm miệng và bốn nguyên âm mũi.

#### Nguyên âm miệng
|       | Trước | Giữa | Sau |
| ----- | ----- | ---- | --- |
| Đóng  | i ɪ   | y    | ʊ u |
| Trung | e ɛ   | œ    | ɔ o |
| Mở    | a     |      | ɑ   |

#### Nguyên âm mũi
- /ĩ/
- /ɛ̃/
- /ɔ̃/
- /ɑ̃/

### Sự biến mất âm schwa
Âm schwa /ə/ nằm giữa hai phụ âm trong từ gốc Pháp được bỏ đi. 
| Tiếng Pháp | Michif | Tiếng Việt |
| ---------- | ------ | ---------- |
| chemin     | shmen  | 'đường'    |
| cheveux    | zhveu  | 'tóc'      |
| petit      | pchi   | 'nhỏ'      |
| cheval     | zhwal  | 'ngựa'     |

### Liaison
Trong tiếng Pháp, liaison là sự nối giữa phụ âm cuối một từ và nguyên âm đầu từ tiếp theo. Điều này không có trong Michif, dù một vài "tàn dư". Ở nhiều danh từ, liaison trở thành một phần của chính danh từ đó.
| Tiếng Pháp | Michif  | Tiếng Anh  |
| ---------- | ------- | ---------- |
| arbre      | zarbr   | 'cây'      |
| étoile     | zetwel  | 'ngôi sao' |
| oeuf       | zoeuf   | 'trứng'    |
| os         | zo      | 'xương'    |
| oignons    | zawyoun | 'hành'     |

### Sự vòm hóa
Âm tắc chân răng hữu thanh /d/ trong từ gốc pháp, mà thường được tắc xát hóa thành /dz/ trước /i/ và /y/ trong tiếng Pháp Canada, được vòm hóa hòa toàn trong Michif.
| Tiếng Pháp | Michif   | Tiếng Anh  |
| ---------- | -------- | ---------- |
| dix        | jis      | 'mười'     |
| diable     | jiab     | 'quỷ'      |
| dieu       | Bon Jeu  | 'Chua'     |
| mardi      | marji    | 'thứ ba'   |
| radis      | rawjee   | 'củ cải'   |
| diner      | jinee    | 'bữa tối'  |
| dimanche   | jimawnsh | 'chủ nhật' |

## Từ vựng
Một bảng so sánh từ vựng phổ biến trong tiếng Anh, tiếng Pháp, Michif, và tiếng Cree:
| Tiếng Anh | Tiếng Pháp      | Michif                      | Tiếng Cree | Tiếng Việt |
| One       | Un              | Haen, Peeyak                | Pêyak      | Một        |
| Two       | Deux            | Deu                         | Nîso       | Hai        |
| Three     | Trois           | Trwaa                       | Nisto      | Ba         |
| Four      | Quatre          | Kaet                        | Nêwo       | Bốn        |
| Five      | Cinq            | Saenk                       | Nîyânan    | Năm        |
| Man       | Homme (L'homme) | Lom                         | Nâpêw      | Đàn ông    |
| Dog       | Chien           | Shyaeñ, Shyen               | Atim       | Chó        |
| Sun       | Soleil          | Saley                       | Pîsim      | Mặt trời   |
| Water     | Eau (De l'eau)  | Dilo                        | Nipîy      | Nước       |
| White     | Blanc           | Blañ                        | Wâpiskâw   | Trắng      |
| Yellow    | Jaune           | Zhun                        | Osâwâw     | Vàng       |
| Red       | Rouge           | Ruzh                        | Mihkwâw    | Đỏ         |
| Black     | Noir            | Nwer                        | Kaskitêwâw | Đen        |
| Eat       | Manger          | Miichishow; Miitshow        | Mîcisiw    | Ăn         |
| See       | Voir            | Waapow                      | Wâpiw      | Xem        |
| Hear      | Entendre        | Peehtam                     | Pêhtam     | Nghe       |
| Sing      | Chanter         | Nakamow                     | Nikamôw    | Hát        |
| Leave     | Partir          | Shipweeteew; Atishipweeteew | Sipwêtêw   | Rời [khỏi] |